# Johansonia formosa
Johansonia formosa är en svampart som först beskrevs av Ellis & G.W. Martin, och fick sitt nu gällande namn av M.E. Barr 1993. Johansonia formosa ingår i släktet Johansonia och familjen Saccardiaceae.   Inga underarter finns listade i Catalogue of Life.